# Pedicellarie

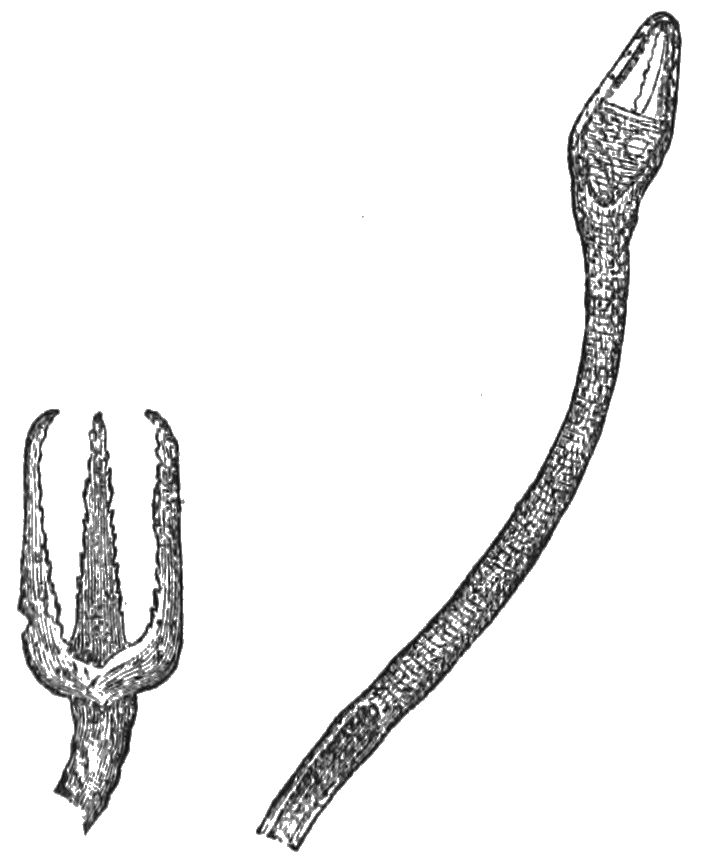
Pedicellariae

Pedicellarien sind kleine „Greiforgane“ der Stachelhäuter. Sie bestehen aus Mesenchym, kalkigen Greifelementen (zwei bei Seesternen und drei bei Seeigeln), Muskulatur, Nerven- und Sinneszellen und sind von lebender Epidermis überzogen. Pedicellarien dienen als Putzorgan und befreien die Körperoberfläche von Aufwuchs wie Algen, Seepocken oder kleinen sessilen Röhrenwürmern.
Analog dazu sind die Avicularien der Moostierchen.